# Mô mềm
Trong y học, thuật ngữ mô mềm dùng để chỉ các mô ngoài xương không phải biểu mô, có tác dụng liên kết, hỗ trợ hoặc bao bọc các cơ quan và cấu trúc khác (mô tạo máu/bạch huyết) trong cơ thể. Mô mềm bao gồm cơ xương, mô sợi, mô mỡ, hệ mạch máu và mạch bạch huyết, hệ thần kinh ngoại biên. Mô mềm thường có nguồn gốc từ trung bì.